# مروان مادو
مروان مادو(ولد في 20 يناير 1991-) لاعب كرة قدم سعودي ويلعب في مركز حارس مرمى يلعب حالياً في نادي الانتصار.

## مسيرة اللاعب
كانت بداياته مع نادي المجزل و انتقل للفئات السنية في نادي النصر في عام 2007 ولعب بعدها لأندية العروبة والفيحاء و الشعلة و نادي البكيرية ونادي الروضة ونادي النجمة ونادي الحوراء ونادي الانتصار.

## الحياة الشخصية
مروان هو شقيق اللاعب عبد الله مادو.

## روابط خارجية
- مروان مادو على موقع قاعدة بيانات كرة القدم.إي يو (الإنجليزية)
- مروان مادو على موقع Soccerway.com (الإنجليزية)